# 청춘극장 (1975년 영화)
《청춘극장》은 1975년 공개된 대한민국의 영화이다.

## 배역
- 신영일
- 김창숙
- 김희라
- 정윤희
- 신성일
- 송재호
- 강민호
- 허장강
- 이순재
- 선우용여
- 박성제
- 박원숙
- 최남현
- 주증녀
- 김신재
- 이해룡
- 추석양